# バンガーズ・アンド・マッシュ
バンガーズ・アンド・マッシュ(英語: Bangers and mash)、別名ソーセージズ・アンド・マッシュ(英語: Sausages and mash)あるいはソーセージズ・アンド・マッシュド(英語: Sausage and mashed)はイギリスやアイルランドの伝統的な料理で、マッシュポテトと一緒にソーセージを出すものである。イギリス料理・アイルランド料理の中でも非常に広く食べられている料理で、ブリテン諸島における「庶民的な食事の代表」と言われている。

## 材料

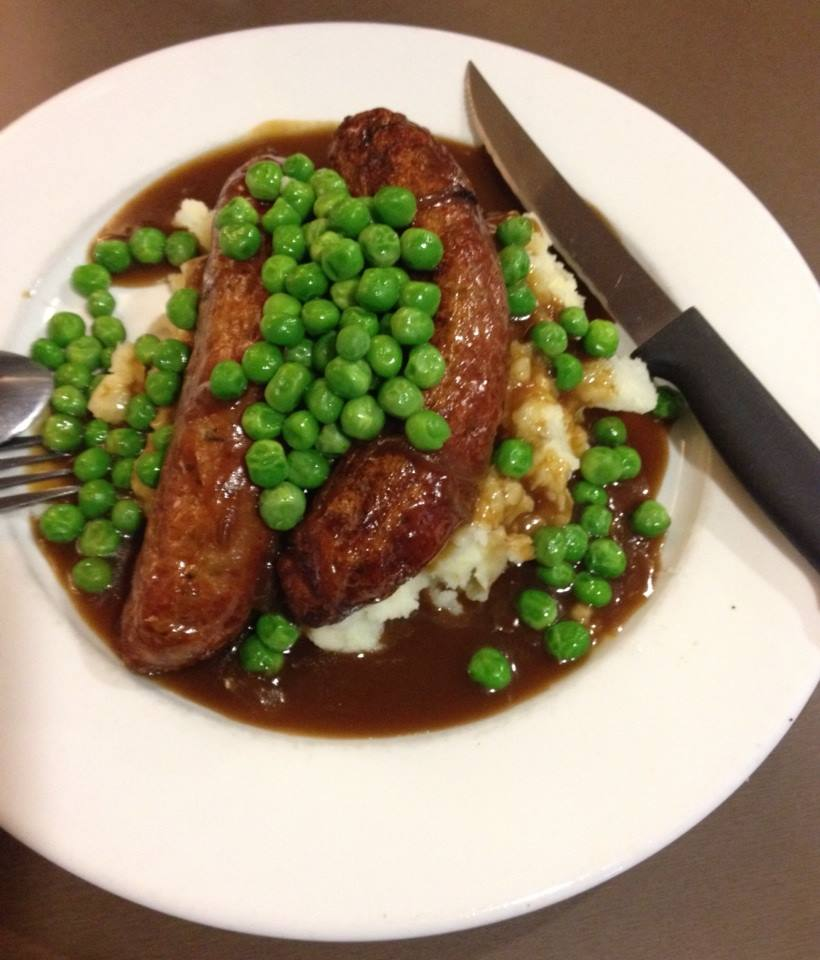
グリーンピースを添えたバンガーズ・アンド・マッシュ

豚肉、羊肉、牛肉などから作られる様々な味のソーセージを使うが、とくにカンバーランド・ソーセージが代表的である。ソーセージは油を用いてフライパンかオーヴンで焼く。これにマッシュポテトを添える。オニオングレイヴィ、フライドオニオン、グリーンピースなどをつけることもある。

## パブフード
バンガーズ・アンド・マッシュは自宅で作られることもあるものの、パブフードの定番と考えられており、つまりたくさんの量を比較的素早く簡単に作ることができる。ソーセージやマッシュポテトのフレイヴァーなどにこだわった高級志向のものもあり、ガストロパブなどで饗されている。

## 語源

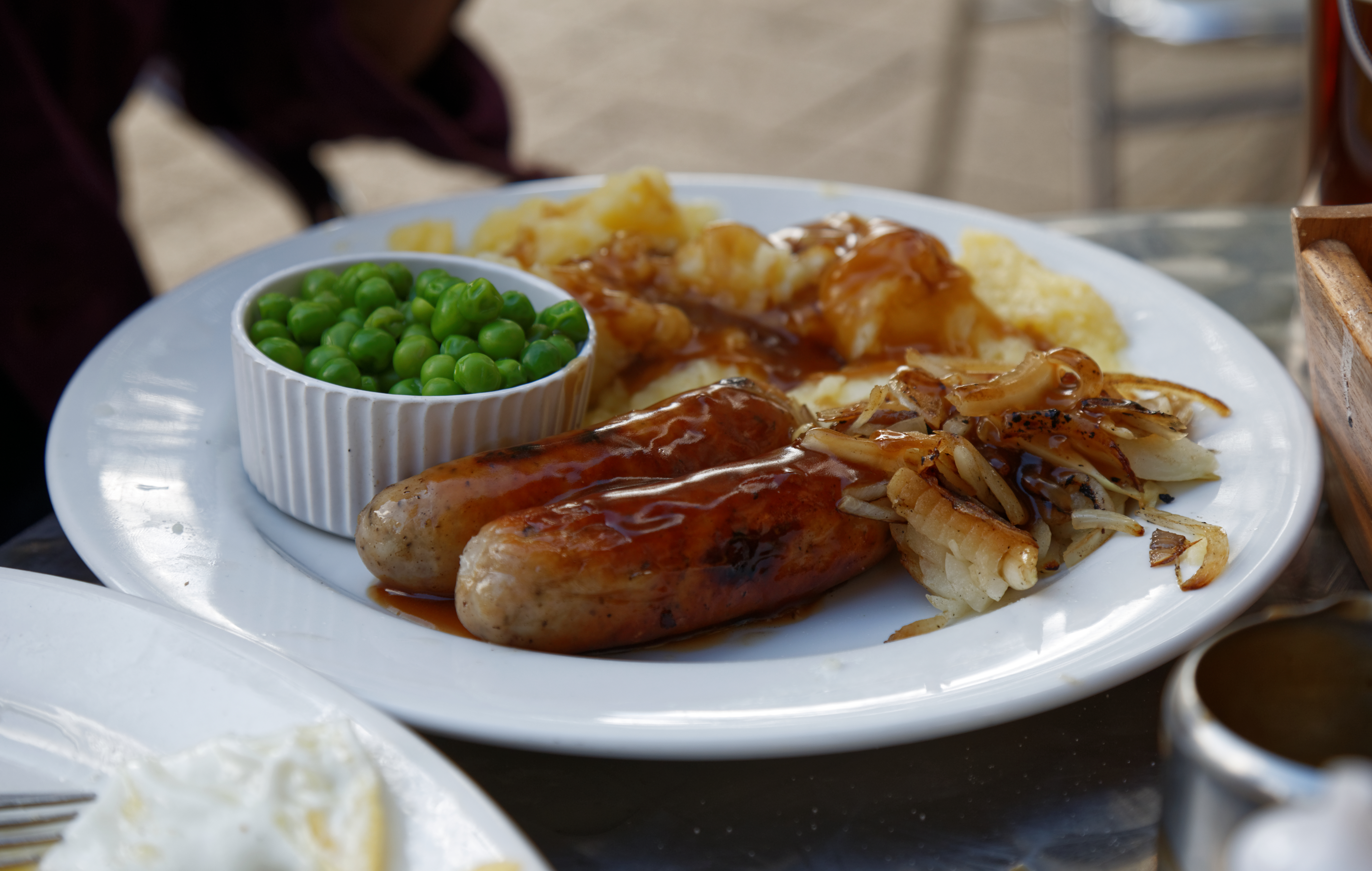
玉ねぎを添えたバンガーズ・アンド・マッシュ

ソーセージを意味する「バンガーズ」("bangers")という言葉は時として第二次世界大戦に起源があると言われることがあるが、実際にはこの言葉は少なくとも1919年頃には使用されていたことがわかっている。「バング」("bang")という語は大きなバンという音をたてて破裂することを意味する動詞である。「バンガーズ」という言葉はイギリスではふつうに使われており、食肉が不足していた第一次世界大戦の頃に作られていたソーセージがあまりにも水っぽかったため、調理中に加熱すると破裂しやすかったという事実に起因すると考えられる。